# James Sunderland
James Sunderland – fikcyjna postać i główny bohater drugiej części Silent Hill. Jest obok Harry'ego Masona jednym z najbardziej rozpoznawalnych bohaterów serii, dzięki czemu pojawił się później gościnnie w pozostałych grach i jednym komiksie.

## Historia

### Silent Hill 2
James przyjeżdża do miasta Silent Hill w poszukiwaniu swojej zmarłej przed trzema laty żony Mary, od której otrzymał list w którym napisała, że czeka na niego w ich specjalnym miejscu. Jak się okazało, oprócz Jamesa do miasta przybyły również trzy inne osoby - Angela Orosco, Eddie Dombrowski i mała Laura. Bohater odkrywa, że miasto, które jest całe zamglone, ma zablokowane ulice i jest pełne potworów. Tuż przed przybyciem na ulice Silent Hill spotyka Angelę, która ostrzega go przed miastem - jego chęć odnalezienia żony jednak jest silniejsza i postanawia stawić czoła wszystkiemu co stanie mu na drodze.
Przed przybyciem do parku Rosewater, w którym uważa czeka na niego jego żona, przemierza apartamenty, w których spotyka tajemnicze monstrum przypominające człowieka z piramidą na głowie. Poznaje również otyłego Eddiego i dziewczynkę Laurę, która zdaje się znać Mary i z jakiegoś powodu żywi urazę wobec Jamesa. Trafiając w końcu do parku Rosewater, nie odnajduje tam swojej żony, lecz spotyka Marię - kobietę, która jest łudząco podobna do jego żony, z kilkoma różnicami w wyglądzie. Bohater zdaje sobie sprawę, że specjalnym miejscem o którym napisała jego żona musi być hotel Lakeview, do którego rusza wraz z Marią.
Podczas próby złapania Laury wchodzą do szpitala Brookheaven, w którym bohater po raz drugi musi stawić czoła monstrum z piramidą na głowie. Ze starcia tylko mu udaje się przeżyć, potwór niestety zabija Marię. Wychodząc ze szpitala zastaje ulice Silent Hill w całkowitej ciemności, i znów podążając za Laurą trafia do Silent Hill Historical Society, a stamtąd do więzienia Toluca.
W więzieniu spotyka Eddiego, którego zachowanie coraz bardziej dla Jamesa robi się niepokojące. Po ucieczce z budynku trafia do labiryntu, w którym spotyka Marię zamkniętą w celi za kratkami. Ta jednak z tajemniczego powodu zachowywała się wobec Jamesa jak jego własna żona. James szukając wejścia do jej celi odnajduje po raz kolejny Angelę, którą zaatakował potwór którego dziewczyna wzięła za swojego ojca. Ten szybko go zabija, lecz Angela nie jest mu wdzięczna, lecz wybucha płaczem dając jednoznaczne sugestie wobec tego, co działo się z nią w przeszłości. Gdy bohater w końcu odnajduje Marię, ta znów jest martwa. Wychodząc z labiryntu trafia do miejsca z trzema grobami - swoim, Eddiego i Angeli. Kiedy spotyka Eddiego, ten wydaje się być całkiem wyprowadzony z równowagi i próbuje zabić Jamesa. Eddie ginie. Główny bohater zaczyna ubolewać z faktu zamordowania mężczyzny, po czym wsiadając na łódkę przemierza jezioro Toluca wprost na hotel Lakeview.
Trafiając do hotelu znajduje pomieszczenie, w którym spotyka Laurę, która jest wobec niego dużo milsza i pokazuje mu list otrzymany od Mary. List sugeruje Jamesowi, że Mary nie mogła umrzeć trzy lata temu, gdyż dziewczyna otrzymała go tydzień przed przybyciem bohatera do miasta. James znajduje kasetę którą nakręcił wraz z Mary i kieruje się w stronę pokoju 312, który wynajmowali podczas wakacji. Postanawia ją obejrzeć.
Po obejrzeniu filmu do pokoju wchodzi Laura. Gdy chce wraz z Jamesem w końcu odnaleźć Mary, ten wyjawia jej szokującą prawdę - to on zamordował Mary. Dziewczynka ucieka i zostawia mężczyznę samego. Głos Mary pochodzący z radia sugeruje mu, że kobieta gdzieś musi być w hotelu. Trafia na arenę, w której aż dwóch Piramidogłowych brutalnie i po raz ostatni morduje Marię. James, uświadomiwszy sobie powód istnienia tych potworów, staje z nimi do walki. Po pokonaniu Piramidogłowych, rusza na dach hotelu by stawić czoła manifestacji Mary i zakończyć swoją przygodę w Silent Hill.

#### Los Jamesa
Los Jamesa nie jest do końca pewny. W Silent Hill 4 jest wyjawione, że James zniknął przybywając do Silent Hill - może to świadczyć o tym, że zginął lub ukrył się by uniknąć więzienia za zamordowanie Mary. The Book of Lost Memories zostawia los bohatera w rękach graczy, jednakże oficjalna nowelizacja wskazuje zakończenie In Water jako kanoniczne.
Leave - Kobietą, którą James spotyka na dachu jest Maria. Mężczyzna mówi, że już jej nie potrzebuje, a Maria stwierdza, że on również powinien umrzeć, stąd też zmienia się w demona i rozpoczyna się między nimi walka. Po wygranej walce James spotyka Mary. Kobieta wybacza mu i prosi go, by ten żył dalej, wręczając mu list. W następnej scenie widać Jamesa, który wraz z Laurą opuszcza Silent Hill, sugerując, że mężczyzna spełnił ostatnie życzenie żony i zaadoptował dziewczynkę.
In Water - Kobietą, którą James spotyka na dachu jest Maria. Mężczyzna mówi, że ona nie jest Mary i nie zastąpi mu jej, a Maria stwierdza, że nigdy więcej nie odzyska Mary i rozpoczyna się między nimi walka. Po wygranej walce James spotyka Mary, która mówi mu, że wycierpiał już wystarczająco i wręcza mu list, po czym umiera. Mężczyzna bierze jej ciało na ręce i idzie do swojego samochodu, stwierdzając, że życie bez Mary nie ma już dla niego sensu. Po chwili słychać uruchamiany samochód i dźwięki sugerujące, że bohater utopił się w jeziorze by być ze swoją żoną "po drugiej stronie". To zakończenie jest swoją drogą ironiczne, gdyż podczas ostatniej rozmowy z Angelą James wyznał, że nigdy nie mógłby się zabić.
Maria - Kobietą, którą James spotyka na dachu jest Mary. Kobieta jest na niego wściekła ze względu na fakt, że "potrzebował" Marii i nie chce mu wybaczyć tego co zrobił. Rozpoczyna się walka. Po pokonaniu demonicznej Mary, James wyrusza do parku Rosewater w którym spotyka po raz kolejny wskrzeszoną Marię. Po chwili wyznaje kobiecie, że chce z nią być, a ta wręcza mu list. W następnej scenie Maria kaszle, co może sugerować, że zachoruje na tę samą chorobę co Mary. To zakończenie jest również ironiczne, gdyż w jednej z rozmów z Angelą James zaprzeczył, jakoby znalazł sobie inną kobietę. Jednocześnie, zakończenie to zdaje się być przykładem "zatoczonego kręgu" - motywu pojawiającego się po raz pierwszy w Silent Hill: Downpour, sugerującego, iż miasto nie wypuszcza ludzi, którzy nie zdadzą sobie sprawy z powodu, dla którego zostali wezwani do Silent Hill i nie odkupią w nim swoich win.
Rebirth - Po znalezieniu czterech odpowiednich przedmiotów, James spotyka na dachu Marię. Mężczyzna mówi, że nigdy nie zastąpi mu Mary, po czym rozpoczyna się walka. Po wygranej, James płynie łódką, na której znajduje się również ciało Mary, w stronę małej kapliczki, chcąc wskrzesić swoją żonę. Wynik rytuału jest nieznany.

### Silent Hill 3
James pojawia się gościnnie w bonusowym zakończeniu UFO. Gdy główna bohaterka trafia do domu i rozmawia ze swoim ojcem, James ukrywa się za zasłoną. Następnie trzyma kawałek drewna, który Harry niszczy ruchem karate.
Jedna z dodatkowych scen w grze jest nawiązaniem do Jamesa. W toalecie w centrum handlowym, gdy gracz ma opcję sprawdzenia klozetu, bohaterka odmawia włożenia tam ręki mówiąc: Nic z tego. To zbyt obrzydliwe. Kto mógłby zrobić coś tak ohydnego?. To nawiązuje do sceny, w której bohater wsadził rękę do klozetu wyciągając z niego portfel.

### Silent Hill: Shattered Memories
James pojawia się gościnnie w kolejnym zakończeniu UFO. Gdy doktor Kaufmann przeprowadza rozmowę ze swoją pacjentką, James wchodzi i stwierdza że znów przyszedł złego dnia na terapię. Po wyjściu doktor Kaufmann stwierdza, że dawno nie widział jego żony.

### Silent Hill: Downpour
James pojawia się gościnnie w żartobliwym zakończeniu Surprise!, wraz z Mary, Laurą, dwiema pielęgniarkami i Piramidogłowym. Wraz z pozostałymi gośćmi wszyscy zaskakują Murphy'ego tortem urodzinowym. Jego model jest identyczny do tego w Silent Hill 2.